# Jemielnica
Pour les articles homonymes, voir Jemielnica.
Jemielnica (en allemand : Himmelwitz) est une localité polonaise et siège du gmina de Jemielnica, situé dans le powiat de Strzelce en voïvodie d'Opole. Le village est connu pour son ancien couvent cistercien.

## Géographie

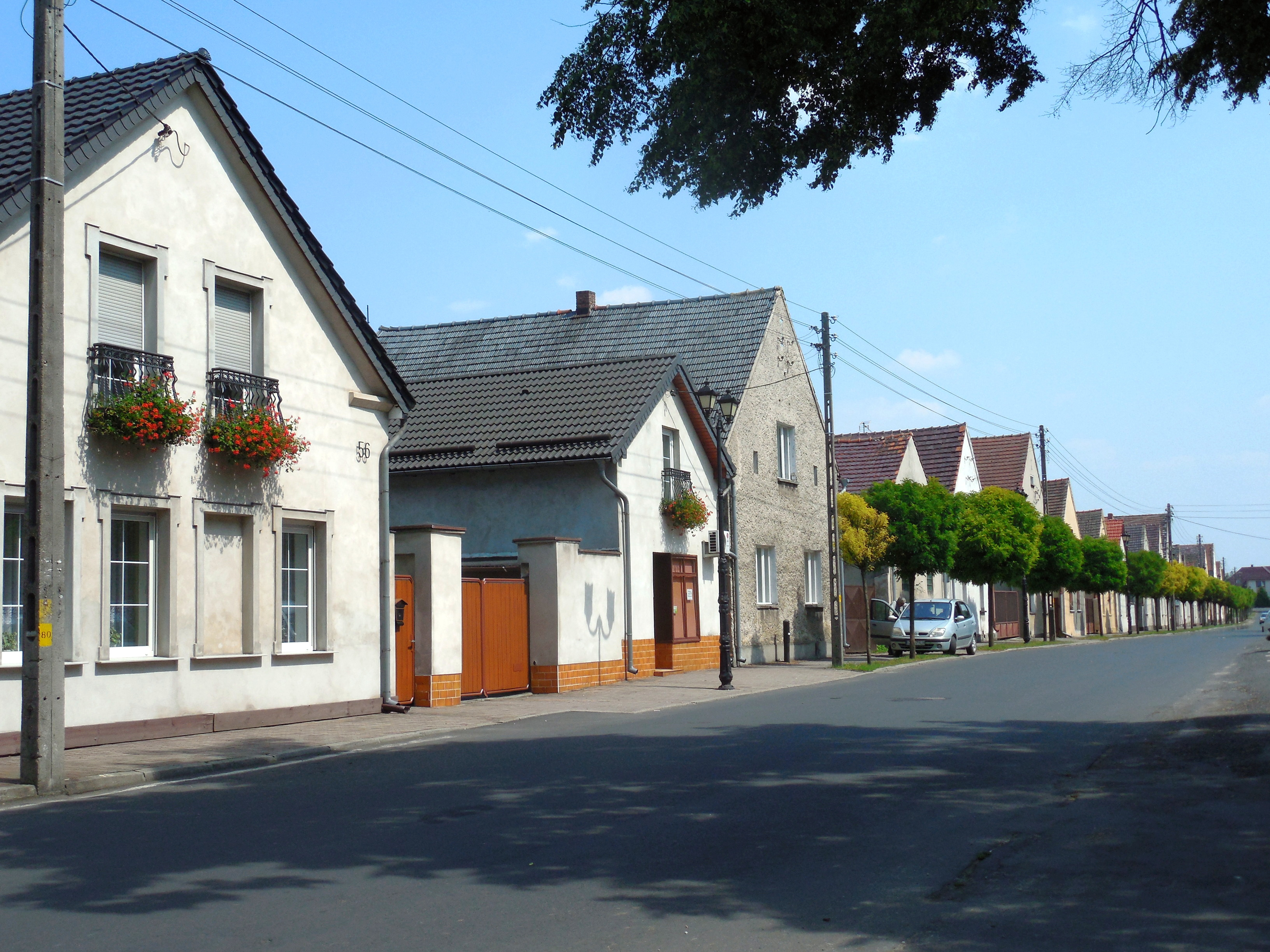
Cœur du village.

Jemielnica se trouve dans la région historique de Haute-Silésie, à sept kilomètres au nord-est de Strzelce Opolskie et à 41 kilomètres au sud-est d'Opole.

## Histoire
Le lieu de Gemelnici dans le duché d'Opole est mentionné pour la première fois dans un acte du 29 novembre 1225. En 1282, le duc Bolko Ier d'Opole fonda l'abbaye cistercienne. Le couvent est habité par des moines venus de Rudy, une filale de Jędrzejów, le premier monastère cistercien de Pologne. L'église abbatiale est documentée depuis 1285. Après la mort de Bolko Ier, en 1313, le domaine passa à son fils cadet le duc Albert de Strzelce. En 1327, Albert et ses frères devinrent les vassaux du roi Jean Ier de Bohême ; la souveraineté bohémienne a été confirmée par le traité de Trenčín conclu en 1335. 

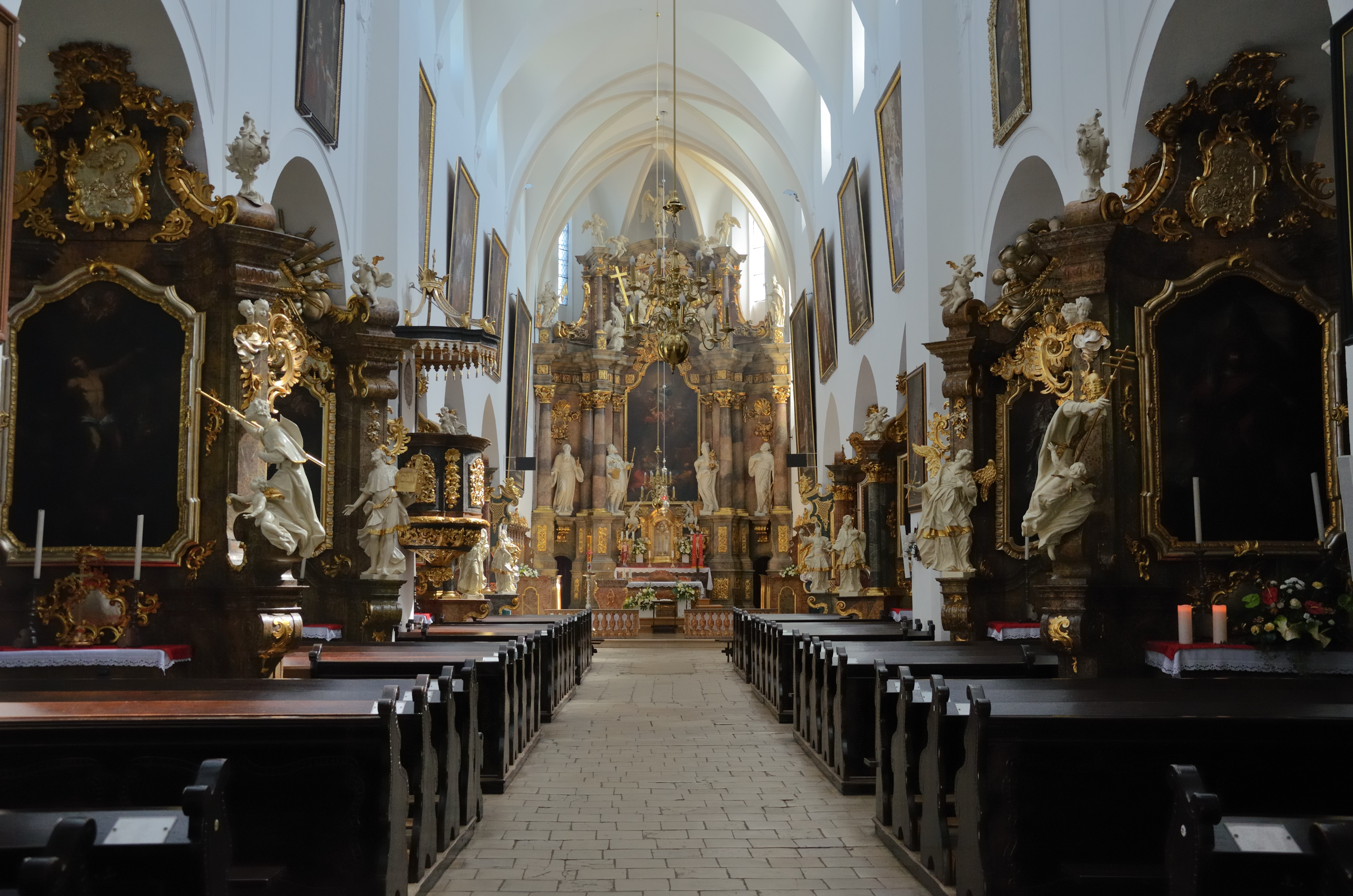
Intérieur de la collégiale.

À la mort du duc Jean II d'Opole sans enfant, en 1532,  la lignée des Piast s'éteignit. Leurs territoires par le droit de déshérence revinrent à la couronne de Bohême, partie intégrante de la monarchie de Habsbourg depuis 1526. Le couvent acquièrt un grand prestige grâce à l'action de l'abbé et compositeur Johannes Nucius (1556–1620) ; en 1750, une école latine a été fondée. 
En 1742, lorsque l'essentiel de la Silésie fut conquis par le roi Frédéric II, Himmelwitz et annexé au royaume de Prusse. En 1810, l'abbaye fut sécularisée par les autorités prussiennes et l'ancienne collégiale, décorée d'images de Michael Willmann et de Christian Philipp Bentum devint une paroisse. Le village est incorporé dans le district d'Oppeln au sein de la province de Silésie en 1813.